# Окатик північний
Окатик північний (Acmaeops septentrionis (C.G.Thomson, 1866)) — жук родини Скрипунових.

## Поширення
Acmaeops septentrionis — бореально-альпійський вид. Загальний ареал Окатика північного охоплює усю Північну Євразію. У Європі вид поширений на Скандинавському півострові та в гірських екосистемах Центральної та Східної Європи. 
На території України дуже спорадично зустрічається в Карпатах, а поширення на Поліссі потребує підтвердження.

## Екологія
Приурочений до хвойних лісових екосистем. Період льоту припадає на червень-серпень.

## Морфологія

### Імаго
Дрібний вид, довжина тіла якого становить 7,5-10 мм. Передньоспинка вкрита рідкими лежачими волосками. Волосяний покрив надкрил — сіруватий, ніжний і негустий. Скроні густо і дрібно поцятковані. Загальне забарвлення тіла — чорне з бурувато-жовтуватими надкрилами, епілеври яких часто-густо затемнені. Іноді трапляються особини з цілком чорними надкрилами. Для стадії імаго характерний статевий диморфізм (при цьому самки звичайно більші за самців).

### Личинка
Личинка вусачика семикрапкового за своєю морфологією, біологією і екологією дуже схожа на личинку Вусачика польового.

## Життєвий цикл
Генерація дворічна.